# Криса Богдана Семенівна
Богда́на Семе́нівна Кри́са (нар. 23 квітня 1947 року, с. Залуква) — українська поетеса, літературознавець, доктор філологічних наук (1995), професор (1998), дійсний член НТШ (1996). 

## Біографічні дані
Народилася 23 квітня 1947 року в селі Залуква.
У 1970 році закінчила Львівський університет. Працювала вчителем. З 1971 по 1972 — науковий співробітник історичного музею.
З 1972 року працювала в Інституті суспільних наук: з 1995 по 2009 — провідний науковий співробітник відділу літератури. Водночас з 1998 року — професор кафедри української літератури ЛНУ. Працює і живе у Львові. Захистила кандидатську (1979) й докторську (1995) дисертації.

## Наукова та творча робота
Досліджує проблеми філософії української літератури середніх віків, поезію бароко й необароко. Співавторка книги «Філософія Відродженя на Україні» (К., 1990). Для видання «Історія Львова» (Л., 2006, т. 1) написала розділ «Писемність і літературна творчість». Авторка книги віршів «Туга за домом» (Л., 1998).
Автор монографії «Світоглядні аспекти художнього перекладу» (1985), статей про ренесансні тенденції в українській літературі. Публікувала вірші на мотиви української поезії 17—18 сторіч («Жовтень», 1989, № 3; «Дзвін», 1991, № 11), розвідки «Різдвяні та великодні вірші в українській поезії XVII — XVIII ст.» (1990), «Характер самоусвідомлення української поезії XVII — XVIII ст.» (1992). Брала участь в укладанні «Словника української мови XVI — першої половини XVII ст.» (1983), написанні колективних праць «„Руська трійця“ в історії суспільно-політичного руху і культури України» (1987), «Філософія Відродження на Україні» (1990), «Вітчизняна філософська думка XI — XVII ст. і грецька культура» (1991).
Кашуба М. висловила думку, що «Богдана Семенівна Криса розпочала свої дослідження давньої української літератури, коли це було і непрестижно, і неперспективно. На час захисту її докторської дисертації в Україні був лише один фахівець, який міг їй опонувати».

### Основні праці
За ЕСУ:
- Пересотворення світу: Укр. поезія ХVІІ– ХVІІІ ст. — Л., 1997;
- Необарокові грані поетики І. Калинця // Літературознавчі зошити. — Л., 2001. — Вип. 1;
- Образи світла в українській бароковій поезії // 5-й конгрес Міжнар. асоц. україністів. — Чц., 2003;
- Необароко Юрія Липи // Антипролог. — К., 2007;
- Український вірш кінця ХVІ – початку ХVІІ ст.: маркування перспективи // СіЧ. — 2009. — № 6;
- Онтологія ранньобарокового віршованого тексту // Львів. медієвістика. — 2010. — Вип. 3[1].